# Mustakluppi
Mustakluppi är öar i Finland. De ligger i Bottenhavet och i kommunen Nystad i landskapet Egentliga Finland, i den sydvästra delen av landet. Öarna ligger omkring 86 kilometer nordväst om Åbo och omkring 220 kilometer väster om Helsingfors.
Arean för den av öarna koordinaterna pekar på är 1,6 hektar och dess största längd är 220 meter i sydöst-nordvästlig riktning. Närmaste större samhälle är Raumo, 18,2 km nordost om Mustakluppi.

## Klimat
Inlandsklimat råder i trakten. Årsmedeltemperaturen i trakten är 5 °C. Den varmaste månaden är augusti, då medeltemperaturen är 16 °C, och den kallaste är januari, med −5 °C.